# Govindgarh
Govindgarh là một thị trấn thống kê (census town) của quận Alwar thuộc bang Rajasthan, Ấn Độ.

## Địa lý
Govindgarh có vị trí 26°27′B 74°23′Đ / 26,45°B 74,38°Đ Nó có độ cao trung bình là 373 mét (1223 feet).

## Nhân khẩu
Theo điều tra dân số năm 2001 của Ấn Độ, Govindgarh có dân số 10.086 người. Phái nam chiếm 52% tổng số dân và phái nữ chiếm 48%. Govindgarh có tỷ lệ 64% biết đọc biết viết, cao hơn tỷ lệ trung bình toàn quốc là 59,5%: tỷ lệ cho phái nam là 74%, và tỷ lệ cho phái nữ là 52%. Tại Govindgarh, 18% dân số nhỏ hơn 6 tuổi.